# Arcimbaldo III di Borbone
Arcimbaldo o Arcibaldo III di Borbone detto il Giovane o il Bianco e anche Arcimbaldo di Montet (1000 circa – 16 agosto 1078) fu Signore di Borbone, dal 1033 circa alla sua morte.

## Origine
Arcimbaldo, secondo il documento n° 1C del Titres de la maison ducale de Bourbon, tome premier, è il figlio del Signore di Borbone, Arcimbaldo II e della moglie, Ermengarda, di cui non si conoscono gli ascendenti, come ci viene confermato dal documento n° 2680, datato 1010 o 1011, del Recueil des chartes de l'abbaye de Cluny. Tome 3, nel quale Arcimbaldo II fece una donazione assieme alla moglie Ermengarda (Archimbaldus et uxoris sue Ermengardis).
Arcimbaldo II di Borbone, sia secondo il documento n° XV del Recueil des historiens des Gaules et de la France, tome X, che secondo le Preuves de l'Etude sur la chronologie des sires de Bourbon, Xe-XIIIe siecles è il figlio del Signore di Borbone, Arcimbaldo I e della moglie, Rotgarda, di cui non si conoscono gli ascendenti, come ci viene confermato dal documento n° 1097, datato luglio 961, del Recueil des chartes de l'abbaye de Cluny. Tome 2, nel quale Arcimbaldo fece una donazione assieme alla moglie Rotgarda (Archinbodus et uxor mea Rotgardis).

## Biografia
Arcimbaldo ed i suoi fratelli (Archembaldus et Albuinus, Geraldus quoque et Aymo) li troviamo citati, assieme ai genitori, Arcimbaldo II ed Ermengarda (Archenbaldi, uxoris sue Ermengaudis) nel documento n° 1C del Titres de la maison ducale de Bourbon, tome premier, inerente ad una donazione al priorato di Souvigny, consistente in una cappella due borghi ed alcuni terreni, fatta tra il 1017 ed il 1025.
La data della morte di Arcibaldo II non è certa, si presume verso il 1033, lo Etude sur la chronologie des sires de Bourbon, Xe-XIIIe siecles pur non precisando l'anno indica il giorno della morte: il 21 maggio. Alla sua morte gli succedette il figlio primogenito Arcimbaldo, come Arcimbaldo III di Borbone.
Tra il 1048 ed il 1049, Arcimbaldo (Erchenbudus, Borbonensium comes), col consenso di suo fratello, Alboino, e della seconda moglie, Aurea, e del figlio, Arcimbaldo (frater meus Albuinus et uxor mea Aurea et filius meus Herchenbaldus), restituì alla diocesi di Bourges la chiesa di Montcenis, come dal documento XVI delle Preuves de l'Etude sur la chronologie des sires de Bourbon, Xe-XIIIe siecles e dal documento 1E dei Titres de la maison ducale de Bourbon, tome premier, che ci informa che controfirmò il documento anche l'altro fratello di Arcimbaldo, Aimone, Arcivescovo di Bourges.
Secondo il documento 1F dei Titres de la maison ducale de Bourbon, tome premier, Arcimbaldo, nel maggio del 1067, a Parigi, ricevette in dono dal Re dei Franchi, Filippo I, La Chapelaude, nel Berry, estendendo i suoi domini verso Montluçon.
Nel 1077, Arcimbaldo firmò col fratello, Aimone (Archimbaldi et Aimonis fratris eius) il documento n° XIII del Cartulaire de Saint-Vincent de Mâcon, inerente ad una donazione alla chiesa di San Vincenzo di Mâcon.
Nel 1078, secondo il documento 1I dei Titres de la maison ducale de Bourbon, tome premier, Arcimbaldo fece dono alla chiesa di Montcenis di altri terreni, nei pressi di Murat.
Nel 1077, Arcimbaldo, nel documento n° XIV dei Fragments du cartulaire de La Chapelle-Aude era stato citato dal figlio, Arcimbaldo (Archimbaldus Burbuniensis, cognomine fortis) come Arcimbaldo di Montet (filius Archimbaldi de Munticulo).
Arcibaldo III morì il 16 agosto 1078 e molto probabilmente, secondo la Histoire du Bourbonnais et des Bourbons qui l'ont possédé, Volume 1 fu sepolto a Montet.
Alla sua morte gli succedette il figlio primogenito, Arcimbaldo.

## Matrimonio e discendenza
Arcimbaldo aveva sposato, in prime nozze, Beltrude, di cui non si conoscono gli ascendenti, come risulta dal documento n° XVII delle Preuves de l'Etude sur la chronologie des sires de Bourbon, Xe-XIIIe siecles, con data imprecisata, in cui il figlio Arcimbaldo, figlio di Arcimbaldo III che fece costruire la chiesa di Montet (Archimbaldus, illius Archimbaldi filius qui ecclesiam de Monticulo construxit) e di Beltrude (filius Bderrud) fece una donazione.
Arcimbaldo da Beltrude ebbe quattro figli:
- Arcimbaldo (1030 circa - 1095)[8], Signore di Borbone[14];
- Alboino ( ? - † prima del 1077);
- Gerardo;
- una figlia.

Arcimbaldo aveva poi sposato, in seconde nozze, Aurea, di cui non si conoscono gli ascendenti, come ci viene confermato sia dal documento XVII delle Preuves de l'Etude sur la chronologie des sires de Bourbon, Xe-XIIIe siecles, che dal documento 1E dei Titres de la maison ducale de Bourbon, tome premier, che ci informa che controfirmò il documento anche l'altro fratello di Arcimbaldo, Aimone, Arcivescovo di Bourges.
Arcimbaldo da Aurea non ebbe figli.

## Ascendenza
|                           |   |            | Genitori |  |  | Nonni |  |  | Bisnonni            |  |  | Trisnonni        |  |
|                           |   |            |          |  |  |       |  |  | Aimone I di Borbone |  |  | Aymar di Borbone |  |
|                           |   |            |          |  |  |       |  |  | Aimone I di Borbone |  |  | Aymar di Borbone |  |
|                           |   | Ermengarda |          |  |  |       |  |  | Aimone I di Borbone |  |  |                  |  |
| Arcimbaldo I di Borbone   |   |            |          |  |  |       |  |  | Aimone I di Borbone |  |  |                  |  |
|                           |   | Aldesinda  | …        |  |  |       |  |  |                     |  |  |                  |  |
|                           |   | Aldesinda  | …        |  |  |       |  |  |                     |  |  |                  |  |
|                           |   | Aldesinda  | …        |  |  |       |  |  |                     |  |  |                  |  |
| Arcimbaldo II di Borbone  |   | Aldesinda  |          |  |  |       |  |  |                     |  |  |                  |  |
|                           |   | …          | …        |  |  |       |  |  |                     |  |  |                  |  |
|                           |   | …          | …        |  |  |       |  |  |                     |  |  |                  |  |
|                           |   | …          | …        |  |  |       |  |  |                     |  |  |                  |  |
| Rotgarda                  |   | …          |          |  |  |       |  |  |                     |  |  |                  |  |
|                           |   | …          | …        |  |  |       |  |  |                     |  |  |                  |  |
|                           |   | …          | …        |  |  |       |  |  |                     |  |  |                  |  |
|                           |   | …          | …        |  |  |       |  |  |                     |  |  |                  |  |
| Arcimbaldo III di Borbone |   | …          |          |  |  |       |  |  |                     |  |  |                  |  |
|                           | … | …          |          |  |  |       |  |  |                     |  |  |                  |  |
|                           | … | …          |          |  |  |       |  |  |                     |  |  |                  |  |
|                           | … | …          |          |  |  |       |  |  |                     |  |  |                  |  |
| …                         | … |            |          |  |  |       |  |  |                     |  |  |                  |  |
|                           |   | …          | …        |  |  |       |  |  |                     |  |  |                  |  |
|                           |   | …          | …        |  |  |       |  |  |                     |  |  |                  |  |
|                           |   | …          | …        |  |  |       |  |  |                     |  |  |                  |  |
| Ermengarda                |   | …          |          |  |  |       |  |  |                     |  |  |                  |  |
|                           |   | …          | …        |  |  |       |  |  |                     |  |  |                  |  |
|                           |   | …          | …        |  |  |       |  |  |                     |  |  |                  |  |
|                           |   | …          | …        |  |  |       |  |  |                     |  |  |                  |  |
| …                         |   | …          |          |  |  |       |  |  |                     |  |  |                  |  |
|                           |   | …          | …        |  |  |       |  |  |                     |  |  |                  |  |
|                           |   | …          | …        |  |  |       |  |  |                     |  |  |                  |  |
|                           |   | …          | …        |  |  |       |  |  |                     |  |  |                  |  |
|                           |   | …          |          |  |  |       |  |  |                     |  |  |                  |  |

### Fonti primarie
- (LA)  (FR)  Etude sur la chronologie des sires de Bourbon, Xe-XIIIe siecles.
- (LA)  Recueil des chartes de l'abbaye de Cluny. Tome 2
- (LA)  Recueil des chartes de l'abbaye de Cluny. Tome 3
- (LA)  Recueil des historiens des Gaules et de la France, tome X
- (LA)  Titres de la maison ducale de Bourbon, tome premier
- (LA)  Cartulaire de Saint-Vincent de Mâcon
- (LA)  Fragments du cartulaire de La Chapelle-Aude

### Letteratura storiografica
- (FR)  #ES Histoire du Bourbonnais et des Bourbons qui l'ont possédé, Volume 1.